# Гіш (Сирія)
Гіш (араб. حيش) — містечко у Сирії, адміністративний центр однойменної ногії в мінтаці Мааррет-ен-Нууман, мугафаза Ідліб.

## Географія
Гіш розташоване на північному заході Сирії, за 40 км на південь від міста Ідліб, адміністративного центру мугафази Ідліб та за 221 км на північний північний схід від столиці країни міста Дамаск.

## Клімат
У Гіш середземноморський клімат зі спекотним літом та прохолодною зимою. Середньорічна температура — 17.1 °C. Дощі випадають переважно у зимовий період. Середньорічна норма опадів — 431 мм.
| Кліматограма Гіш                                                                               | Кліматограма Гіш | Кліматограма Гіш | Кліматограма Гіш | Кліматограма Гіш | Кліматограма Гіш | Кліматограма Гіш | Кліматограма Гіш | Кліматограма Гіш | Кліматограма Гіш | Кліматограма Гіш | Кліматограма Гіш |
| ---------------------------------------------------------------------------------------------- | ---------------- | ---------------- | ---------------- | ---------------- | ---------------- | ---------------- | ---------------- | ---------------- | ---------------- | ---------------- | ---------------- |
| С                                                                                              | Л                | Б                | К                | Т                | Ч                | Л                | С                | В                | Ж                | Л                | Г                |
| 91 9 2                                                                                         | 73 12 3          | 57 17 6          | 36 22 9          | 20 29 13         | 5 33 18          | 0 36 21          | 0 36 21          | 5 33 16          | 21 27 12         | 36 19 6          | 87 11 3          |
| Середня макс. і мін. температури повітря (°C) Атмосферні опади (мм), за рік : 431 мм. Джерело: |                  |                  |                  |                  |                  |                  |                  |                  |                  |                  |                  |

## Історія
У 1960-і роки Гіш було невеликим селом. Мешканці містечка переважно мусульмани-суніти.
26 травня 2019 року в мережі з'явилися два відео, на яких показано використання касетних бомб у містечку Гіш під час російсько-сирійської військової операції.

## Населення
Населення містечка Гіш, станом на 2004 рік, налічувало 8,817 осіб. Гіш є адміністративним центром однойменної ногії, у яку входить 18 населених пунктів з населенням 41,231 осіб.